# 北大西洋公约组织秘书长
北大西洋公约组织秘书长是北大西洋公约组织（简称北约）的首席文职官员。作为一名国际外交官，北约秘书长负责协调联盟工作、领导北约国际工作人员并主持北大西洋理事会和联盟大多数主要委员会（北约军事委员会除外）会议，同时也是北约的发言人。北约秘书长没有军事指挥权力，北约的政治、军事和战略决策最终取决于各成员国。北约秘书长与北约军事委员会主席、盟军最高司令同为北约最重要的官员之一。
现任北约秘书长为于2024年10月1日上任的荷兰前首相馬克·呂特。

## 历史
北大西洋公约第9条要求北约成员国“建立一个理事会，每个成员国都应有代表参加”。北大西洋理事会据此成立。最初，理事会由北约各成员国外交部长组成，每年举行一次会议。1950年5月，为了进一步加强成员国之间的协调，各国向理事会派遣了常驻伦敦的代表，负责监督组织运作。代表们在北大西洋理事会内拥有完全的决策权，同时北约各成员国外长间偶尔仍会举行会议作为对代表工作的补充。代表主席被赋予指导该组织及其工作的职责任。 
理事会代表于1950年7月25日举行首次会议，选举美国代表查尔斯·斯波福德担任主席。此后北约经历了一系列组织变革，其中最重要的改革是在单一盟军最高司令领导下建立了统一的军事指挥机构。加之北约当时面临的严峻挑战，整个组织机构迅速发展，到1951年北约进行了重组，以精简和集中其官僚机构。理事会代表被授权在包括国防、金融等方面的所有事务中代表本国政府，而不仅仅是外交事务，这大大增加了他们的权力。
随着代表权力的增加和组织规模的扩大，北约成立了以威廉·埃夫里尔·哈里曼为主席的临时理事委员会。该组织在巴黎设立了一个官方秘书处来指挥北约的官僚机构。该委员会还建议强化北约各机构并促进机构间的协调，同时提出需要由北大西洋理事会主席以外的人担任联盟的高级领导人。1952年2月，北大西洋理事会据此设立秘书长一职，管理组织所有的文职机构、领导文职人员并为北大西洋理事会服务。
里斯本会议后，北约各国开始物色适合的秘书长人选。最初曾考虑由英国驻美国大使奥利弗·弗兰克斯出任该职，不过弗兰克斯拒绝了这一职位。随后，北大西洋理事会于1952年3月12日推选时任英联邦关系大臣的黑斯廷斯·伊斯梅担任北约秘书长。 与后来出任北大西洋理事会主席的历任秘书长不同，伊斯梅被任命为理事会副主席，而斯波福德则继续担任主席一职。伊斯梅之所以被选中主要是因为他在二战期间是温斯顿·丘吉尔的参谋长，在盟军中有很高地位。同时作为军人和外交官，他被认为是能胜任这一职位的最佳人选之一，得到了北约各成员国的全力支持。
数月后，随着斯波福德从北约退休，北大西洋理事会的结构发生了小幅变化。每年有一位理事会成员被推选为北大西洋理事会主席（主要为象征性职位），北约秘书长则正式成为理事会副主席，同时担任各会议主席。伊斯梅担任秘书长一职直至1957年5月退休。 
继伊斯梅之后，国际外交官、比利时前首相保罗-亨利·斯巴克当选第二任北约秘书长。与伊斯梅不同的是，斯巴克没有军事经历，所以他的任命在一定程度上淡化了联盟的军事性。1956年12月北约外长会议在确认斯巴克任命的同时，北大西洋理事会还扩大了秘书长在组织中的作用。由于苏伊士危机导致联盟内部关系紧张等原因，理事会发表决议允许秘书长“随时向卷入争端的成员国政府非正式地提供人员协助，并在征得成员国同意后启动或促进调查、调解或仲裁程序。”

## 历任北约秘书长
北约各国于1952年4月4日选出第一任秘书长。自此之后，共有12位外交官曾正式担任秘书长一职。这些外交官来自8个国家，其中3位秘书长来自英国、3位来自荷兰、2位来自比利时、1位来自意大利、1位来自德国、1位来自西班牙、1位来自丹麦、1位来自挪威。此外秘书长任期之间还曾有过三次短暂空缺，皆由副秘书长代理秘书长职责。
| 任次 | 图像                   | 秘书长                                                                   | 就职           | 离职           | 任职时间  | 此前职位                 | 国籍   |
| ---- | ---------------------- | ------------------------------------------------------------------------ | -------------- | -------------- | --------- | ------------------------ | ------ |
| 1    | 黑斯廷斯·伊斯梅        | 黑斯廷斯·伊斯梅 (Hastings Ismay) （1887–1965）                           | 1952年3月24日  | 1957年5月26日  | 5年53天   | 英联邦关系大臣           | 英国   |
| 2    | 保罗-亨利·斯巴克       | 保罗-亨利·斯巴克 (Paul-Henri Spaak) （1899–1972）                        | 1957年5月16日  | 1961年4月21日  | 3年340天  | 比利时首相               | 比利时 |
| 3    | 迪尔克·斯蒂克          | 迪尔克·斯蒂克 (Dirk Stikker) （1897–1979）                               | 1961年4月21日  | 1964年8月1日   | 3年102天  | 荷兰外交大臣             | 荷蘭   |
| 4    | 曼利奥·布罗西奥        | 曼利奥·布罗西奥 (Manlio Brosio) （1897–1980）                            | 1964年8月1日   | 1971年10月1日  | 7年61天   | 意大利驻英国大使         | 義大利 |
| 5    | 约瑟夫·伦斯            | 约瑟夫·伦斯 (Joseph Luns) （1911–2002）                                  | 1971年10月1日  | 1984年6月25日  | 12年268天 | 荷兰外交大臣             | 荷蘭   |
| 6    | 彼得·卡灵顿            | 彼得·卡灵顿 (Peter Carington) （1919–2018）                              | 1984年6月25日  | 1988年7月1日   | 4年6天    | 外交、聯邦及發展事務大臣 | 英国   |
| 7    | 曼弗雷德·韦尔纳        | 曼弗雷德·韦尔纳 (Manfred Wörner) （1934–1994）                           | 1988年7月1日   | 1994年8月13日† | 6年43天   | 德国国防部长             | 德国   |
| –    | 塞尔焦·巴兰齐诺        | 塞尔焦·巴兰齐诺 (Sergio Balanzino) （1934–2018） ［署任］                | 1994年8月13日  | 1994年10月17日 | 65天      | 北约副秘书长             | 義大利 |
| 8    | 维利·克拉斯            | 维利·克拉斯 (Willy Claes) （1938年出生）                                 | 1994年10月17日 | 1995年10月25日 | 1年3天    | 比利时外交大臣           | 比利时 |
| –    | 塞尔焦·巴兰齐诺        | 塞尔焦·巴兰齐诺 (Sergio Balanzino) （1934–2018） ［署任］                | 1995年10月20日 | 1995年12月5日  | 46天      | 北约副秘书长             | 義大利 |
| 9    | 哈维尔·索拉纳          | 哈维尔·索拉纳 (Javier Solana) （1942年出生）                             | 1995年12月5日  | 1999年10月14日 | 3年313天  | 西班牙外交大臣           | 西班牙 |
| 10   | 乔治·罗伯逊            | 乔治·罗伯逊 (George Robertson) （1946年出生）                            | 1999年10月14日 | 2003年12月17日 | 4年64天   | 英国国防大臣             | 英国   |
| –    | 亚历山德罗·米努托-里佐 | 亚历山德罗·米努托-里佐 (Alessandro Minuto-Rizzo) （1940年出生） ［署任］ | 2003年12月17日 | 2004年1月1日   | 15天      | 北约副秘书长             | 義大利 |
| 11   | 夏侯雅伯               | 夏侯雅伯 (Jaap de Hoop Scheffer) （1948年出生）                          | 2004年1月1日   | 2009年8月1日   | 5年212天  | 荷兰外交大臣             | 荷蘭   |
| 12   | 安诺斯·福格·拉斯穆森   | 安诺斯·福格·拉斯穆森 (Anders Fogh Rasmussen) （1953年出生）              | 2009年8月1日   | 2014年10月1日  | 5年61天   | 丹麦首相                 | 丹麦   |
| 13   | 延斯·斯托尔滕贝格      | 延斯·斯托尔滕贝格 (Jens Stoltenberg) （1959年出生）                      | 2014年10月1日  | 2024年10月1日  | 10年0天   | 挪威首相                 | 挪威   |
| 14   | 馬克·呂特              | 馬克·呂特 (Mark Rutte) （1967年出生）                                    | 2024年10月1日  | 现任           | 239天     | 荷兰首相                 | 荷蘭   |

## 遴选
北约秘书长并没有正式的遴选程序。传统上各成员国会就下一任秘书长人选达成一致共识。这一程序通常通过非正式的外交渠道进行，不过有时仍可能出现分歧。例如，2009年由于土耳其的反对，安诺斯·福格·拉斯穆森担任秘书长时曾引发争议。
按惯例北约的最高军事长官（即欧洲盟军最高司令）由美国人担任，北约秘书长则由欧洲人担任。不过北约宪章中并没有明文规定加拿大人或美国人不能出任秘书长。

## 引文
1. ↑  NATO Secretary General （页面存档备份，存于）, NATO.
2. ↑  Foy, Henry. . 金融时报. 2024-06-20  [2024-10-01]. （原始内容存档于2024-10-07）.
3. ↑  .   [2023-03-08]. （原始内容存档于1998-01-30）.
4. ↑  Ismay, Lord. : 24.   [2023-03-08]. （原始内容存档于2017-03-15）.
5. ↑  Ismay, p. 28
6. ↑  . NATO Information Service. : 56.
7. ↑  Ismay, p. 31
8. ↑  Ismay, p. 37
9. ↑  Ismay, p. 41
10. ↑  Ismay, p.44
11. ↑  Ismay, p.46
12. ↑  Ismay, p. 48
13. ↑  .   [2023-03-08]. （原始内容存档于2020-08-07）.
14. ↑  Daniel, Clifton. . The New York Times. March 13, 1952.
15. ↑  Fedder, p. 10
16. ↑  Brosio, p. 39
17. ↑  . The Washington Post. December 16, 1956.
18. ↑  . NATO Information Service. : 104.
19. ↑  Cook, Don. . The Washington Post. April 3, 1964.
20. ↑  Marshall, Andrew. . The Independent (London). August 15, 1994  [2009-03-29]. （原始内容存档于2012-10-26）.
21. ↑  Whitney, Craig. . The New York Times. October 21, 1995  [2009-03-29]. （原始内容存档于2022-06-07）.
22. ↑  Smith, Craig. . The New York Times. January 23, 2003  [2009-03-29]. （原始内容存档于2020-11-17）.
23. ↑  . Newsmakers (1) (Thomson Gale). January 1, 2005.
24. ↑  Crouch, Gregory. . The New York Times. September 23, 2003  [2009-03-29]. （原始内容存档于2020-11-18）.
25. ↑  . The New York Times. December 18, 2003  [2009-03-29]. （原始内容存档于2020-11-18）.
26. ↑  Crouch, Gregory. . The New York Times. January 6, 2004  [2009-03-29]. （原始内容存档于2022-06-07）.
27. ↑  Kardas, Saban. . The Jamestown Foundation.   [2023-03-08]. （原始内容存档于2016-03-03）.
28. ↑  .   [2023-03-08]. （原始内容存档于2007-07-17）.